# Чемурчекская культура
Чемурчекская культура — мегалитическая археологическая культура раннего бронзового века (2600 год — 1700 год до н. э.), распространённая на территории Монгольского Алтая и Джунгарии.

## Генетические связи
По мнению А. А. Ковалёва, генетически связана с мегалитической культурой (Южной) Франции 3200-2700 гг. до н. э. (дольмены Керси, анжуйские дольмены, камерные гробницы со стенками, сложенными сухой кладкой, керамика культуры Ферьер, каменные статуи группы Гар и типа Сьон-Аоста). Специфическую черту конструкции чемурчекских курганов — множественные периметральные насыпи, частично перекрывающие друг друга — он возводит к множественным периметральным насыпям с фасадами мегалитических гробниц Бретани, Нормандии и Пуатье V—IV тысячелетия до н. э.
Имела влияние на сейминско-турбинский феномен.

## Материальная культура
В основном данная культура исследована по своим погребальным сооружениям. Гробницы имеют коридорный тип. Имеются захоронения выполненные в форме четырёхколесной повозки со ступицами, связанные с Восточной Европой, в основном с ямной культурой, хотя одно захоронение гипотетически ближе к закавказским находкам. Керамика обнаруживает аналоги в ямной культуре и неолите Франции, есть керамика, связанная с соседней елунинской культурой. Традиция изготовления каменных сосудов восходит к кавказской. Туда же, или к среднеазиатской, восходит традиция изготовления свинцовых и бронзовых височных колец. Обнаружены множество антропоморфных статуй, имеющие аналоги в Южной Франции, аналогичные северо-причерноморские статуи имеют меньше сходства с обнаруженными статуями.
Промежуточных памятников, связанных с данной культурой, между Западной Европой и Алтаем не обнаружено.

## Антропология

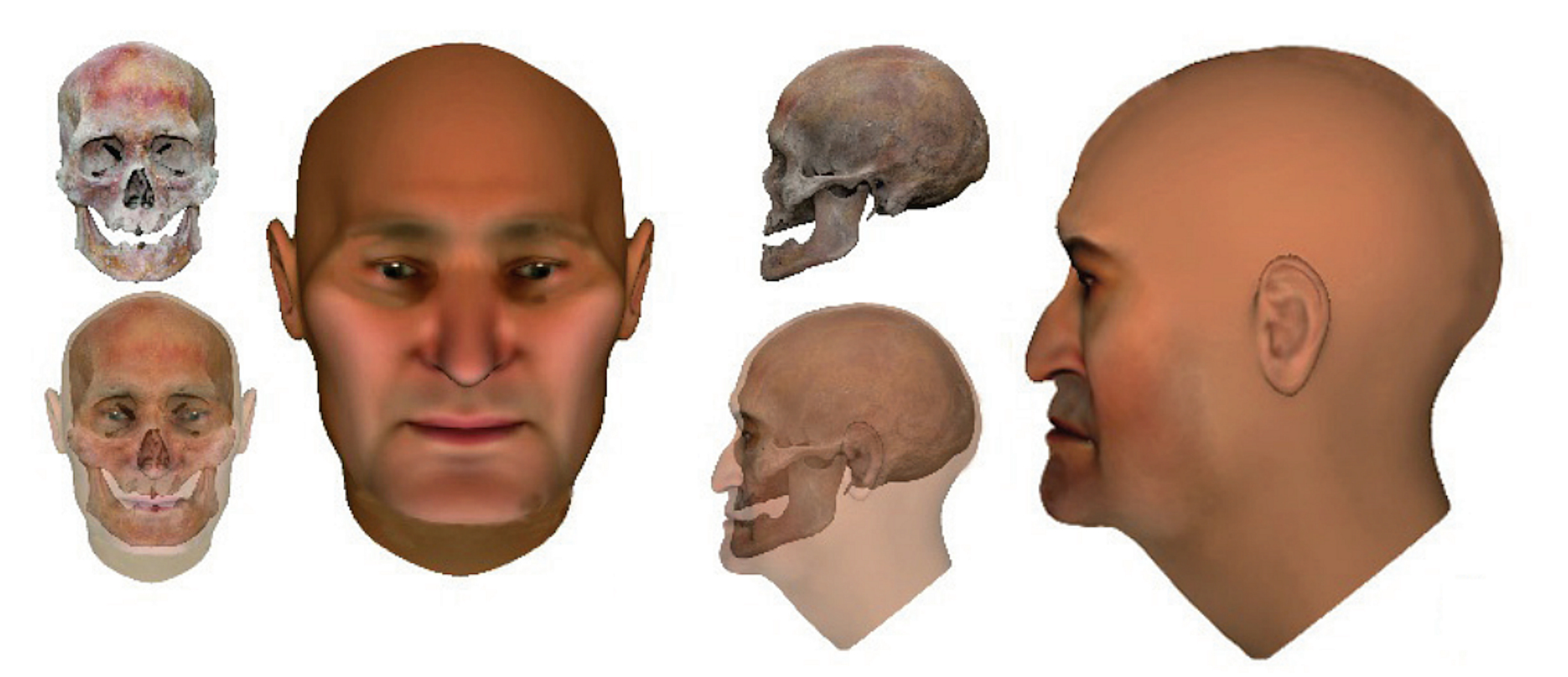
Судебно-медицинская реконструкция черепа. (Баян-Улгий, Монголия, 2500 до н.э.

Чемурчекские черепа из Западной Монголии демонстрируют уплощенный лицевой скелет, условная доля монголоидного элемента определяется как 74 %. Наибольшие различия обнаруживаются с популяциями афанасьевской культуры, наибольшее сходство — с группами Циркумбайкальского региона.
Антропологически население Синьцзяна, времени существования чемурчекской культуры, имеет выраженную европеоидность (с началом метисации с монголоидами в некоторых захоронениях), чёрные волосы и карие глаза. Заселение происходило из Европы. Мужчина из чемурчекского ритуального комплекса середины 3-го тыс. до н. э. на Монгольском Алтае имеет морфологические особенности, сближающие его с представителями популяций монголоидного расового ствола, и обнаруживает антропологическое сходство с носителями елунинской культуры.  

## Этническая принадлежность и палеогенетика
А. А. Ковалёв связывает культуру с пратохарами. Обнаруженные митохондриальные гаплогруппы H и T из костей мужчины и женщины, захороненных в чемурчекском кургане Айна-Булак в Восточном Казахстане, имеют западноевразийские корни. У двух представителей чемурчекской культуры определили Y-хромосомные гаплогруппы Q-M25 и C-M48. Также определены митохондриальные гаплогруппы A, T1a1, T2b2 и Y-хромосомные гаплогруппы R1b1a2 (R-CTS12478; R-M269), R1b1a2a2 (R-CTS1078).
Палеогенетика
- KUM001 | AT-628 __ Khundii Gobi __ Баян-Улгий, Монголия __ 2763-2577 BCE (4114±29 BP, OxA-36230) __ Ж __ A.[8]
- KUR001 | AT-635 __ Khuurai Gobi 2 (Kurgak govi) __ Баян-Улгий, Монголия __ 2618-2487 BCE (4034±16 BP, GrM-12938) __ Ж __ A.[8]

Ягшийн ходоо (монг. Ягшийн хөдөө; англ. Yagshiin Khuduu, Yagshiin hodoo) — Булган (Ховд), Монголия
- YAG001 | AT-590A __ М __ R1b1a2a2 (R-CTS1078) # T1a1
- IAG001 | AT-590B __ 2567-2468 BCE (3983±17 BP, GrM-12984) __ М __ R1b1a2 (R-CTS12478; R-M269) # T2b2
- I12957 | AT_590A, 682 __ Barrow 3 __ 2574-2459 calBCE (3980±25 BP, UCIAMS-226526, PSUG-5429) __ М __ R1b1a1b-PF6419 # T1a1
- I12978 | AT_590B, 707 __ barrow 1, bone find B __ 2571-2471 calBCE (4004±15 BP) __ М __ R1b1a1b-M269 # C4+152 (C4-a)

| Страна | Регион        | Могильник   | Гаплогруппы Y-ДНК          | Гаплогруппы мтДНК                                                 |
| ------ | ------------- | ----------- | -------------------------- | ----------------------------------------------------------------- |
| Китай  | Алтай (округ) | Bolati      | R1b1a1b1b (M12149)         | U4d3                                                              |
| Китай  | Алтай (округ) | Tuoganbai   | R1b1a1b1b3a (SK2087)       | R1b1, U4a1                                                        |
| Китай  | Алтай (округ) | Chaganguole | C2a, Q2, R1a2~, R1b-M12149 | A12, C4, C4+152, D4j7, D4j15, N1b1a, T2c1a2, U5a1b1, U7a3a, W3a1a |